# Paulo Gustavo
Paulo Gustavo Amaral Monteiro de Barros OMC (Niterói, 30 de outubro de 1978 — Rio de Janeiro, 4 de maio de 2021) foi um ator, humorista, diretor, roteirista e apresentador brasileiro. Reconhecido internacionalmente por seus trabalhos no teatro, no cinema e na televisão.
Ficou conhecido pelo monólogo Minha Mãe É uma Peça, o qual, em 2013, foi adaptado ao cinema e virou o longa-metragem Minha Mãe É uma Peça, que tornou-se o filme mais assistido daquele ano no Brasil; e, em 2015, foi publicado como um livro pela editora Objetiva. Devido ao enorme sucesso de crítica e público, em 2016, foi lançado Minha Mãe É uma Peça 2, e, em 2019, Minha Mãe É uma Peça 3. Indicado ao Prêmio Shell de Melhor Ator, Paulo Gustavo formou-se na Casa das Artes de Laranjeiras (CAL) no início de 2005; junto com Fábio Porchat, Marcus Majella, entre outros.
Paulo Gustavo faleceu em 4 de maio de 2021, de complicações de COVID-19 que resultaram em morte cerebral, após ser internado, em 13 de março, em um hospital da Zona Sul do Rio de Janeiro.

## Biografia
Filho da dona de casa Déa Lúcia Vieira Amaral e de Júlio Monteiro de Barros, tem uma irmã mais nova, Ju Amaral.

## Carreira
Paulo Gustavo ganhou visibilidade no final de 2004, quando integrou o elenco da peça Surto. Na ocasião, apresentou a personagem humorística Dona Hermínia. Após sua formatura, em janeiro de 2005, deixou o elenco de Surto e passou a integrar a peça Infraturas. Nesse período também começou a fazer pequenas participações na TV, como na novela Prova de Amor, da Record, e na série A Diarista, da Globo. Em 2006 estreou o espetáculo Minha Mãe É uma Peça, que ganhou uma adaptação para o cinema em 2013 e mais duas continuações, uma em 2016 e a outra em 2019. No monólogo, com texto de sua autoria, Paulo voltou a interpretar Dona Hermínia. Construída através de suas observações domésticas e vivenciais, ela reúne os aspectos mais cômicos da personalidade de uma típica dona de casa de meia idade, sempre à beira de um ataque de nervos. Sua atuação lhe rendeu uma indicação ao Prêmio Shell de melhor ator.
Paulo Gustavo voltou a protagonizar um título novamente nos palcos em 2010, para apresentar o espetáculo Hiperativo, dirigido por Fernando Caruso. Em 2011, ele tornou-se o apresentador do 220 Volts. Em junho de 2013, estreou na produção para TV o sitcom Vai que Cola, no Multishow, que ganhou uma adaptação para o cinema em 2015. Em 2014 o ator esteve em um novo programa, o reality Paulo Gustavo na Estrada, do Multishow.
Em 2017, deixou o Vai que Cola e entrou no programa A Vila, junto com Katiuscia Canoro, com o roteiro de Leandro Soares. Em 2018, gravou o DVD da peça Minha Mãe É uma Peça na Concha Acústica do Teatro Castro Alves na cidade de Salvador.
Paulo Gustavo preparava-se para gravar uma série sobre a sua principal criação, o espetáculo Minha Mãe É uma Peça, no qual o humorista interpretava Dona Hermínia, e que estreara há 15 anos no Teatro Cândido Mendes, em Ipanema, Zona Sul do Rio de Janeiro, chegando a ser transformado em um grande sucesso nos cinemas, com três filmes, e virou livro; por causa da pandemia, as filmagens haviam sido adiadas. Além disso, o ator iria expandir sua carreira em âmbito internacional, tendo assinado um contrato de cinco anos com a Amazon, para a criação de conteúdo para a plataforma de streaming Prime Video, com início previsto em 2022.

## Vida pessoal
Nascido e criado em uma família de classe média da cidade de Niterói, na Região Metropolitana do Rio de Janeiro, estudou no tradicional Colégio Salesiano durante o ensino fundamental. Assumidamente homossexual, casou-se em 20 de dezembro de 2015 com o dermatologista Thales Bretas. No dia 13 de outubro de 2017, Paulo anunciou em seu Instagram que ele e seu marido iriam ser pais de um casal de gêmeos, chamados Gael e Flora, através de uma barriga de aluguel, mas os bebês morreram em um aborto espontâneo. Pensaram em desistir da paternidade, mas procuraram outra barriga de aluguel, e em 18 de agosto de 2019, em uma postagem em seu Instagram, ele anunciou o nascimento dos filhos do casal, chamados Romeu e Gael, de barrigas de aluguel diferentes.

## Doença e morte
Em 13 de março de 2021, após ser diagnosticado e apresentar complicações de Covid-19, Paulo Gustavo foi internado, por orientação médica, para fazer um melhor acompanhamento, no Hospital Copa Star, um hospital privado, localizado em Copacabana, Zona Sul do Rio de Janeiro. No dia 2 do mês seguinte, apresentou piora do quadro clínico e foi introduzido à terapia de oxigenação por membrana extracorporal, uma espécie de "pulmão artificial", aparelho que efetua a absorção do oxigênio quando o órgão apresenta comprometimento severo. No dia 3 de maio, mesmo após melhoras nos dias anteriores, Paulo sofreu uma embolia pulmonar, o que causou uma piora significativa em seu estado de saúde. O boletim médico divulgado naquele dia dizia: "Infelizmente, a situação clínica atual é instável e de extrema gravidade". Na tarde do dia seguinte, 4 de maio de 2021, foi divulgado um boletim médico dizendo que o quadro clínico de Paulo era irreversível, mas ele ainda mantinha sinais vitais. Logo após as 22 horas, o último boletim informou que o ator havia morrido às 21h12min, quando foi constatada a morte cerebral do ator. Coincidentemente, a data e a hora marcam também o aniversário de 15 anos da estreia daquela que seria a produção que tornaria o ator conhecido em todo o país, a peça Minha Mãe É uma Peça.
A morte de Paulo Gustavo repercutiu no mundo artístico, político e intelectual, tanto no Brasil quanto no exterior. Por volta das 12 horas do dia 5 de maio, foi noticiado que o corpo de Paulo Gustavo seria cremado no dia seguinte, 6 de maio, em cerimônia restrita à família e a amigos próximos. No dia 6 de maio, por volta das 8h40, o corpo de Paulo Gustavo chegou ao Cemitério Parque da Colina, na cidade de Niterói, e passou a ser velado no salão nobre.

## Filantropia
Enquanto essa vacina tão esperada não chega para todo mundo, é bom lembrar que contra o preconceito, contra a intolerância, a mentira, a tristeza, já existe vacina, é o afeto. É o amor. Então, diga o quanto você ama quem você ama. Mas não fica só na declaração, não, ame na prática, na ação. Amar é ação. Amar é arte. Muito amor, gente. Até logo.

Paulo Gustavo em 220 Volts - Especial de Natal (2020)
Em 5 de maio, um dia após a morte do ator, em publicação no Instagram, Susana Garcia, uma das melhores amigas de Paulo Gustavo e diretora de seus filmes, lamentou a sua morte e revelou que o ator realizou doações e ajudas financeiras a pessoas com quem ele trabalhou e foram afetadas pela pandemia de Covid-19, além de ter doado R$ 500 mil durante a crise de oxigênio em Manaus, capital do Amazonas, ocorrida em meados de janeiro de 2021. Conforme o texto de Susana, ele depositou R$ 1 mil por três meses a quase 120 trabalhadores que atuaram em suas produções. Ao longo do cenário pandêmico, Paulo conversou com sua equipe por e-mail para acompanhar aqueles que precisassem de alguma forma de ajuda. "E as pessoas foram tão corretas, que várias falaram que estavam conseguindo segurar e que não precisavam. Mas a maioria recebeu essa ajuda", escreveu a amiga.
Em 6 de maio, Padre Júlio Lancellotti, pároco da paróquia de São Miguel Arcanjo no bairro da Mooca, na cidade de São Paulo, revelou nas redes sociais que o ator havia doado 1,5 milhão de reais para a construção de um centro de tratamento de câncer. Segundo informou o padre, o ator doou os valores para as Obras Sociais Irmã Dulce (Osid). "Muita gente não sabe, mas o ator Paulo Gustavo era grande benemérito das Osid. Nas redes sociais, a entidade também lamentou a morte de Paulo Gustavo: "Com um coração grandioso, ele amou os pobres e doentes de Dulce, deixando suas pegadas na casa do Anjo Bom e sua presença nos corações dos acolhidos por ela. Nunca esqueceremos de vossa dedicação aos pacientes da instituição, exemplificada na unidade que construíste para atendimento às pessoas em tratamento de câncer. Nunca esqueceremos do carinho para com nossos profissionais, ao prover os recursos necessários para a compra de Equipamentos de Proteção Individual (EPIs) e testes para diagnóstico da Covid-19; entre inúmeras outras ações solidárias.", diz parte da postagem.

## Homenagem póstuma
No dia 8 de maio de 2021, após consulta pública, na qual a mudança foi aprovada por mais de 90% dos votos, a Prefeitura de Niterói alterou o nome da rua que homenageava o Coronel Moreira César para Rua Ator Paulo Gustavo, situada em Icaraí, bairro onde o ator viveu grande parte de sua vida e que era constantemente retratado em seus filmes. A rua em questão também é onde fica a tradicional Confeitaria Beira Mar, frequentada pelo ator, esta padaria instalou uma placa em memória do artista na sua entrada com uma biografia descrita.
Ainda em maio de 2021, o Senado começou a debater o Projeto de Lei 73/2021 (PLP 73/2021), que recebeu o nome popular de Lei Paulo Gustavo. O Projeto de Lei propõe o repasse de recursos financeiros para o setor artístico e cultural brasileiro, apoiando trabalhadores que foram atingidos com a pandemia de COVID-19.
O Projeto de Lei foi aprovado na Câmara dos Deputados e no Senado Federal, porém, foi vetado pelo presidente da República, Jair Messias Bolsonaro. O argumento do governante para o veto é que a medida fere a Lei de Responsabilidade Fiscal, por criar uma despesa prevista no teto de gastos, mas sem a compensação, na forma de redução de despesa, para garantir o cumprimento desse limite.
Vários parlamentares se manifestaram contra o veto de Bolsonaro, e o próprio presidente do Congresso, Rodrigo Pacheco, ressaltou que pode haver derrubada do veto à Lei Paulo Gustavo. O autor do Projeto de Lei, senador Paulo Rocha (PT-PA), rebateu o argumento do governo ao dizer que os recursos viriam das sobras do Fundo Nacional de Cultura.
Para garantir que a Lei Paulo Gustavo seja aprovada, vários movimentos, ONGs e ativistas criaram campanhas. A organização não-governamental NOSSAS lançou a campanha "Lei Paulo Gustavo, Sim!", para cobrar que o Congresso derrube o veto, e já reuniu mais de 17 mil adesões de pessoas em apoio ao fim do veto. Já a Escola de Políticas Culturais lançou um site para cobrar os parlamentares sobre os vetos à cultura.  

## Filmografia

### Televisão
| Ano     | Título                         | Personagem                      | Notas                                            |
| ------- | ------------------------------ | ------------------------------- | ------------------------------------------------ |
| 2006    | Prova de Amor                  | Folião                          | Episódio: "24 de outubro"                        |
| 2006    | Minha Nada Mole Vida           | Bob Calheiros                   | Episódio: "A Chave Mestra"                       |
| 2006    | A Diarista                     | Francis                         | Episódio: "Aquele do Avião"                      |
| 2007    | Sítio do Picapau Amarelo       | Delegado Lupicínio              |                                                  |
| 2008    | Faça Sua História              | Passageiro                      | Episódio: "Sob as Ordens de Mamãe"               |
| 2008    | Por Toda Minha Vida            | Ary Barroso                     | Episódio: ''Dolores Duran''                      |
| 2008    | Casos e Acasos                 | Vitor                           | Episódio: "O Beijo, a Foto e o Empréstimo"       |
| 2008    | Casos e Acasos                 | John                            | Episódio: "Ele é Ela, Ela é Ele e Ela ou Eu"     |
| 2011    | Divã                           | Renée                           |                                                  |
| 2011–16 | 220 Volts                      | Ele mesmo / Vários personagens  |                                                  |
| 2012    | O Fantástico Mundo de Gregório | Ele mesmo                       | Episódio: "Gregório parecido com Marlon Brando?" |
| 2013–20 | Vai que Cola                   | Valdomiro Lacerda Pinto (Valdo) | Temporadas 1–5 e 7–8                             |
| 2013–20 | Vai que Cola                   | Iraci Lacerda Pinto / (Angel)   | Temporadas 1–5 e 7–8                             |
| 2014    | Paulo Gustavo na Estrada       | Apresentador                    |                                                  |
| 2015    | Ferdinando Show                | Bicha Bichérrima                | Episódio: "10 de agosto"                         |
| 2017–20 | A Vila                         | Rique                           |                                                  |
| 2018    | Além da Ilha                   | Beto                            | Globoplay                                        |
| 2020    | 220 Volts: Natal               | Vários personagens              | Especial de fim de ano                           |

### Cinema
| Ano  | Título                                          | Personagem                      | Notas                                           |
| ---- | ----------------------------------------------- | ------------------------------- | ----------------------------------------------- |
| 2008 | A Guerra dos Rocha                              | Atendente do IML                |                                                 |
| 2009 | Divã                                            | Renée Gama                      |                                                 |
| 2009 | Xuxa em O Mistério de Feiurinha                 | Caio Lacaio                     |                                                 |
| 2013 | Minha Mãe É uma Peça                            | Dona Hermínia Amaral            | também roteirista                               |
| 2014 | Os Homens São de Marte... e É pra lá que Eu Vou | Aníbal                          |                                                 |
| 2015 | Vai que Cola – O Filme                          | Valdomiro Lacerda Pinto (Valdo) |                                                 |
| 2016 | Minha Mãe É uma Peça 2                          | Dona Hermínia Amaral            | também roteirista                               |
| 2017 | Fala Sério, Mãe!                                | Ele mesmo                       |                                                 |
| 2018 | Minha Vida em Marte                             | Aníbal                          |                                                 |
| 2019 | Minha Mãe É uma Peça 3                          | Dona Hermínia Amaral            | também roteirista                               |
| 2020 | 220 Volts: O Filme                              | Vários personagens              |                                                 |
| 2020 | Agente Especial                                 |                                 |                                                 |
| 2022 | Filho da Mãe - Um Reencontro com Paulo Gustavo  | Ele mesmo                       | Documentário póstumo sobre a turnê Filho da Mãe |

### Vídeos musicais
| Ano  | Artista       | Música                                                                |
| ---- | ------------- | --------------------------------------------------------------------- |
| 2014 | Ana Carolina  | "Pole Dance"                                                          |
| 2015 | Paulo Gustavo | "Bitch I'm Madonna" (Paródia promocional para o espetáculo 220 Volts) |

### Web
| Ano  | Título                 | Personagem | Notas  |
| ---- | ---------------------- | ---------- | ------ |
| 2015 | Juninho Play e Família | Dete (voz) | [ 65 ] |

### Teatro
| Ano     | Título               | Papel              | Notas                                                       |
| ------- | -------------------- | ------------------ | ----------------------------------------------------------- |
| 2004–05 | Surto                |                    | de Paulo Gustavo direção de Paulo Gustavo e Fernando Caruso |
| 2005–06 | Infraturas           |                    | de Fábio Porchat                                            |
| 2006    | João Ternura         |                    | direção de Marcus Alvisi                                    |
| 2006–21 | Minha Mãe É uma Peça | Dona Hermínia      | de Paulo Gustavo direção de João Fonseca                    |
| 2010–16 | Hiperativo           | Ele mesmo          | de Paulo Gustavo direção de Paulo Gustavo e Fernando Caruso |
| 2014–16 | 220 Volts            | Vários personagens | de Paulo Gustavo                                            |
| 2016–21 | Online               |                    | de Paulo Gustavo                                            |

## Livros
| Ano  | Título               | Editora  | Ref.        |
| ---- | -------------------- | -------- | ----------- |
| 2015 | Minha Mãe É uma Peça | Objetiva | [ 5 ] [ 4 ] |

## Prêmios e indicações
| Ano  | Prêmios                                            | Categoria                                      | Trabalho                 | Resultado |
| ---- | -------------------------------------------------- | ---------------------------------------------- | ------------------------ | --------- |
| 2006 | Prêmio Shell                                       | Melhor Ator                                    | Minha Mãe É uma Peça     | Indicado  |
| 2007 | Prêmio Qualidade Brasil                            | Melhor Ator Teatral de Comédia                 | Minha Mãe É uma Peça     | Indicado  |
| 2011 | Prêmio Extra de Televisão                          | Revelação Masculina                            | Divã                     | Indicado  |
| 2013 | Prêmio Quem                                        | Melhor Ator                                    | Minha Mãe É uma Peça     | Indicado  |
| 2013 | Meus Prêmios Nick                                  | Humorista Favorito                             | Minha Mãe É uma Peça     | Indicado  |
| 2013 | Brazilian Film Festival of Miami                   | Melhor Filme                                   | Minha Mãe É uma Peça     | Venceu    |
| 2014 | Grande Prêmio do Cinema Brasileiro                 | Melhor Roteiro Adaptado                        | Minha Mãe É uma Peça     | Indicado  |
| 2014 | Grande Prêmio do Cinema Brasileiro                 | Melhor Longa-Metragem Comédia                  | Minha Mãe É uma Peça     | Indicado  |
| 2014 | Meus Prêmios Nick                                  | Ator Favorito                                  | Vai que Cola / 220 Volts | Indicado  |
| 2014 | Meus Prêmios Nick                                  | Humorista Favorito                             | Vai que Cola / 220 Volts | Indicado  |
| 2015 | Meus Prêmios Nick                                  | Humorista Favorito                             | Vai que Cola / 220 Volts | Indicado  |
| 2015 | Grande Prêmio Risadaria Smiles do Humor Brasileiro | Melhor Espetáculo de Comédia                   | Minha Mãe É uma Peça     | Indicado  |
| 2015 | Prêmio Faz Diferença                               | Segundo Caderno/Cinema                         | Vai que Cola – O Filme   | Indicado  |
| 2016 | Prêmio Jovem Brasileiro                            | Melhor Humorista                               | Vai que Cola             | Indicado  |
| 2017 | Grande Prêmio do Cinema Brasileiro                 | Melhor Roteiro Adaptado                        | Minha Mãe É uma Peça 2   | Venceu    |
| 2017 | Grande Prêmio do Cinema Brasileiro                 | Melhor Longa-Metragem Comédia                  | Minha Mãe É uma Peça 2   | Indicado  |
| 2017 | Prêmio Jovem Brasileiro                            | Melhor Humorista Jovem                         | Minha Mãe É uma Peça 2   | Indicado  |
| 2017 | Prêmio Jovem Brasileiro                            | Melhor Filme Nacional                          | Minha Mãe É uma Peça 2   | Indicado  |
| 2017 | Prêmio ABRA de Roteiro                             | Longa Metragem Ficção                          | Minha Mãe É uma Peça 2   | Indicado  |
| 2017 | Grande Prêmio Risadaria Smiles do Humor Brasileiro | Melhor Ator de Comédia                         | Minha Mãe É uma Peça 2   | Indicado  |
| 2017 | Grande Prêmio Risadaria Smiles do Humor Brasileiro | Melhor Comédia de Cinema                       | Minha Mãe É uma Peça 2   | Indicado  |
| 2017 | Grande Prêmio Risadaria Smiles do Humor Brasileiro | Grand Prix                                     | Minha Mãe É uma Peça 2   | Indicado  |
| 2018 | 12° Prêmio Fiesp/Sesi-SP de Cinema e TV            | Melhor Ator                                    | Minha Mãe É uma Peça 2   | Indicado  |
| 2018 | Prêmio Men of the Year Brasil                      | Entretenimento (com Mônica Martelli)           | Minha Mãe É uma Peça 2   | Venceu    |
| 2020 | Grande Prêmio do Cinema Brasileiro                 | Melhor Longa-Metragem de Comédia               | Minha Mãe É uma Peça 3   | Indicado  |
| 2020 | Prêmio Jovem Brasileiro                            | Melhor Influencer de Humor                     | Minha Mãe É uma Peça 3   | Indicado  |
| 2020 | Prêmio ABRA de Roteiro                             | Melhor Roteiro de Longa-Metragem de Comédia    | Minha Mãe É uma Peça 3   | Indicado  |
| 2021 | MTV Millennial Awards                              | Transforma MIAW LGBTQIAP+                      | Paulo Gustavo            | Venceu    |
| 2021 | Splash Awards                                      | Melhor Humorista                               | Paulo Gustavo            | Venceu    |
| 2021 | Melhores do Ano NaTelinha                          | Humor                                          | Paulo Gustavo            | Venceu    |
| 2021 | Poc Awards                                         | Ator (Menção Honrosa)                          | Paulo Gustavo            | Venceu    |
| 2022 | Festival do Rio                                    | Prêmio Suzy Capó de Personalidade Félix do Ano | Paulo Gustavo            | Venceu    |